# Rougham (Suffolk)
Rougham – wieś w Anglii, w Suffolk, w dystrykcie West Suffolk, w civil parish Rushbrooke with Rougham. W 1961 roku civil parish liczyła 777 mieszkańców. Rougham jest wspomniana w Domesday Book (1086) jako Ruhham.